# Bellator Newcastle
Bellator Newcastle: Pitbull vs. Scope è stato un evento di arti marziali miste tenuto dalla Bellator MMA il 9 febbraio 2019 all'Utilita Arena di Newcastle upon Tyne in Inghilterra.

## Risultati
|                  | Divisione         |                       |           |                    | Metodo                                      | Round     | Tempo     | Premio    |
| Main Card        | Main Card         | Main Card             | Main Card | Main Card          | Main Card                                   | Main Card | Main Card | Main Card |
| ---------------- | ----------------- | --------------------- | --------- | ------------------ | ------------------------------------------- | --------- | --------- | --------- |
|                  | Pesi leggeri      | Patricky Freire       | batte     | Ryan Scope         | Decisione non unanime (29–28, 28–29, 29–28) | 3         | 5:00      |           |
|                  | Pesi leggeri      | Corey Browning        | batte     | Aaron Chalmers     | Sottomissione (heel hook)                   | 3         | 0:20      |           |
|                  | Pesi leggeri      | Chris Bungard         | batte     | Terry Brazier      | Sottomissione (rear-naked choke)            | 1         | 2:06      |           |
|                  | Pesi medi         | Fabian Edwards        | batte     | Lee Chadwick       | Decisione unanime (30–26, 30–27, 30–27)     | 3         | 5:00      |           |
| Card Preliminare |                   |                       |           |                    |                                             |           |           |           |
|                  | Pesi mediomassimi | Arunas Andriuskevicus | batte     | James Mulheron     | KO tecnico (stop medico)                    | 3         | 0:42      |           |
|                  | Pesi welter       | Jim Wallhead          | batte     | Abner Lloveras     | Decisione unanime (29–28, 30–27, 30–27)     | 3         | 5:00      |           |
|                  | Pesi gallo        | Cal Ellenor           | batte     | Nathan Greyson     | Sottomissione (rear-naked choke)            | 1         | 3:49      |           |
|                  | Pesi piuma        | Nathan Rose           | batte     | Ranjett Baria      | KO (pugno)                                  | 1         | 4:59      |           |
|                  | Pesi welter       | Justin Burlinson      | batte     | Maciej Gierszewski | Sottomissione (rear-naked choke)            | 1         | 4:04      |           |
|                  | Pesi gallo        | Luke Westwood         | batte     | Richard Kallos     | KO tecnico (pugni)                          | 3         | 1:32      |           |
|                  | Pesi welter       | Ashley Reece          | batte     | John Ross          | KO tecnico (pugni)                          | 1         | 3:42      |           |
|                  | Pesi medi         | Tommy Quinn           | batte     | Martin Hudson      | KO (pugni)                                  | 1         | 3:02      |           |
|                  | Pesi leggeri      | Kieran Lister         | batte     | Davie McLaughlin   | KO (pugno)                                  | 1         | 1:19      |           |
|                  | Pesi leggeri      | Joseph Calboutin      | batte     | Milad Ahady        | KO tecnico (pugni)                          | 1         | 3:30      |           |
|                  | Pesi massimi      | Mindaugas Gerve       | batte     | Tony Mustard       | KO tecnico (infortunio)                     | 1         | 1:46      |           |